# Berek (Bosanska Gradiška, BiH)
Berek je naseljeno mjesto u sastavu općine Bosanska Gradiška, Republika Srpska, BiH.

## Stanovništvo
| Berek              |              |
| Godina popisa      | 1991.        |
| Srbi               | 456 (94,61%) |
| Hrvati             | 3 (0,62%)    |
| Muslimani          | 0            |
| Jugoslaveni        | 13 (2,70%)   |
| ostali i nepoznato | 10 (2,07%)   |
| ukupno             | 482          |